# 소프트닉스
소프트닉스(Softnyx Ltd)는 2001년 김진호가 서울특별시에 설립한 대한민국의 비디오 게임 개발사이자 유통사이다. 이 회사는 2003년 히트작인 건바운드를 처음 출시했으며, 4월에 인도네시아 서버, 6월에 중국 서버, 8월에 국제 서버를 도입했다. 건바운드는 출시 첫 해에 약 5백만 명의 등록 플레이어를 확보했으며, 곧 언어 장벽을 줄이고 플레이어 간의 지연 시간을 개선하기 위해 특정 국가의 플레이어가 사용할 수 있도록 더 많은 서버를 열었다.
2004년 소프트닉스는 라키온 게임의 비공개 베타를 출시했으며, 이 게임은 2005년 3월에 한국 플레이어를 대상으로, 10월에 국제 플레이어를 대상으로 공개 출시되었다. 울프팀은 2년 후인 2007년 10월에 출시되었다.

## 같이 보기
- 건바운드